# Stadion des Friedens und der Freundschaft
Das Stadion des Friedens und der Freundschaft (griechisch Στάδιο Ειρήνης και Φιλίας, Stadio Eirinis kai Philias, meist nur S.E.F. (Σ.Ε.Φ.)) ist eine Multifunktionshalle im Vorort Neo Faliro der griechischen Hafenstadt Piräus. Sie wird vornehmlich für Basketball und Volleyball genutzt und fasst maximal 14.095 Zuschauer. Es ist ein Bestandteil des Faliro Coastal Zone Olympic Sports Complex.

## Geschichte
Nachdem die sozialdemokratische Pasok erstmals die griechischen Parlamentswahlen gewonnen hatte, begann sie mit der Planung der Sportarena. Die Namensgebung orientierte sich an jener sozialistischer Staaten, auch die expressive Gestaltung als Landmarke an exponierter Stelle war für griechische Verhältnisse ungewöhnlich. Der Entwurf stammt von dem Architekten Thymio Papayannis. Die geschwungene Dachkonstruktion erinnert an einen Reitsattel wie beim Scotiabank Saddledome im kanadischen Calgary. 1981 war Baubeginn gegenüber dem Karaiskakis-Stadion. 1984 konnte die Fertigstellung gefeiert werden. Als erste und einzige Veranstaltungshalle in Griechenland wurde es als Eissporthalle geplant, das zu einem Basketballhalle umgewandelt werden konnte. Hierzu wurden stets die Banden abmontiert und das Spielfeld mit Eichenparkett ausgelegt. Neben den Spielen der griechischen Eishockeyliga fanden auch Eisrevuen statt.
1991 erhielt das SEF die goldene Auszeichnung der IAKS (International Working Group for the Construction of Sports and Leisure Facilities)
Seit 1992 nutzt die Basketballabteilung von Olympiakos Piräus das Sportarena als Heimspielstätte. Die Nutzung für Eishockeyspiele entfiel fortan. Zwischen 1994 und 2009 fanden regelmäßig die Leichtathletik-Balkan-Hallenmeisterschaften in der Halle statt. Von 2001 bis 2002 wurde die Halle saniert und für die Olympischen Spiele 2004 vorbereitet, dabei wurde auch die Erdbebensicherheit verbessert. Seitdem fasst das SEF je nach Nutzung zwischen 11.750 (bei Leichtathletikwettbewerben) und 14.095 (bei Basketballspielen) Zuschauer.
Während der Olympischen Spiele 2004 wurde das Volleyballturnier im Stadion des Friedens und der Freundschaft ausgetragen. Zusätzlich fanden zahlreiche sportliche Großveranstaltungen im S.E.F statt, unter anderem die Leichtathletik-Halleneuropameisterschaften 1985, die Basketball-Europameisterschaft 1987, das Final-Four Turnier FIBA Europapokals der Landesmeister 1993, die Volleyball-Weltmeisterschaft 1994 und Spiele der Basketball-Weltmeisterschaft 1998.
2019 ließ Olympiakos einen Jumbotron in der Arena installierten, welcher seitdem während der Basketballspiele Spielszenen, Spielstatistiken und Videobotschaften anzeigt.

### Konzerte (Auswahl)
Neben den Sportveranstaltungen finden auch Konzerte in der Halle statt. So traten u. a. die Scorpions, Leonard Bernstein, Phil Collins, die Dire Straits, Status Quo, UB40, Gloria Estefan und Deep Purple auf.

## Verkehrsanbindung
Die Halle ist sowohl mit der Linie 1 der Metro Athen als auch mit den Linien 3 und 4 der Straßenbahn Athen zu erreichen. Darüber hinaus fahren die Buslinien 101, 130, 217, 218, Α1, Β1 Ε1, 232, 040 und 229 das Stadion an.

## Galerie

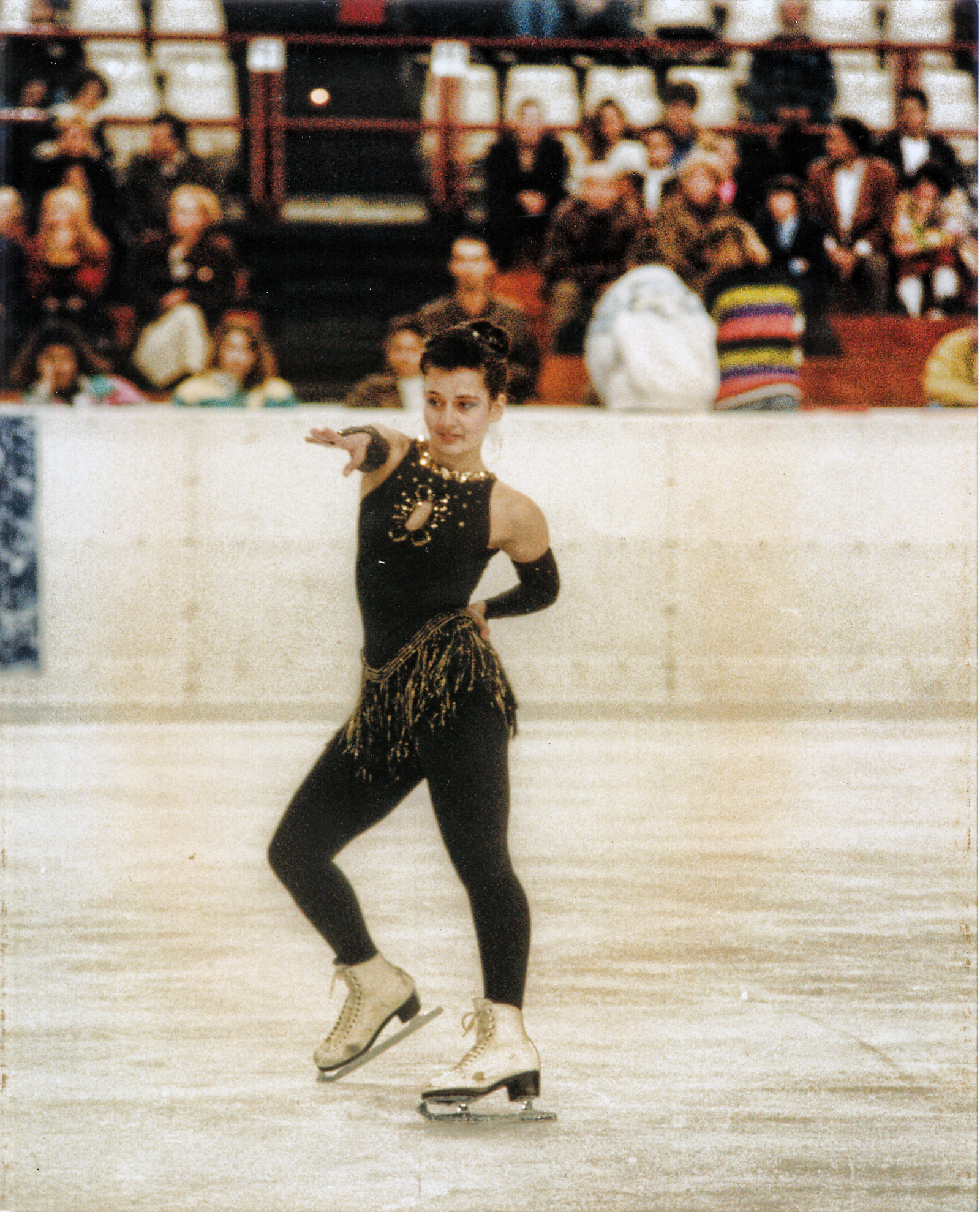
Nutzung während der griechischen Eiskunstlauf-Meisterschaften
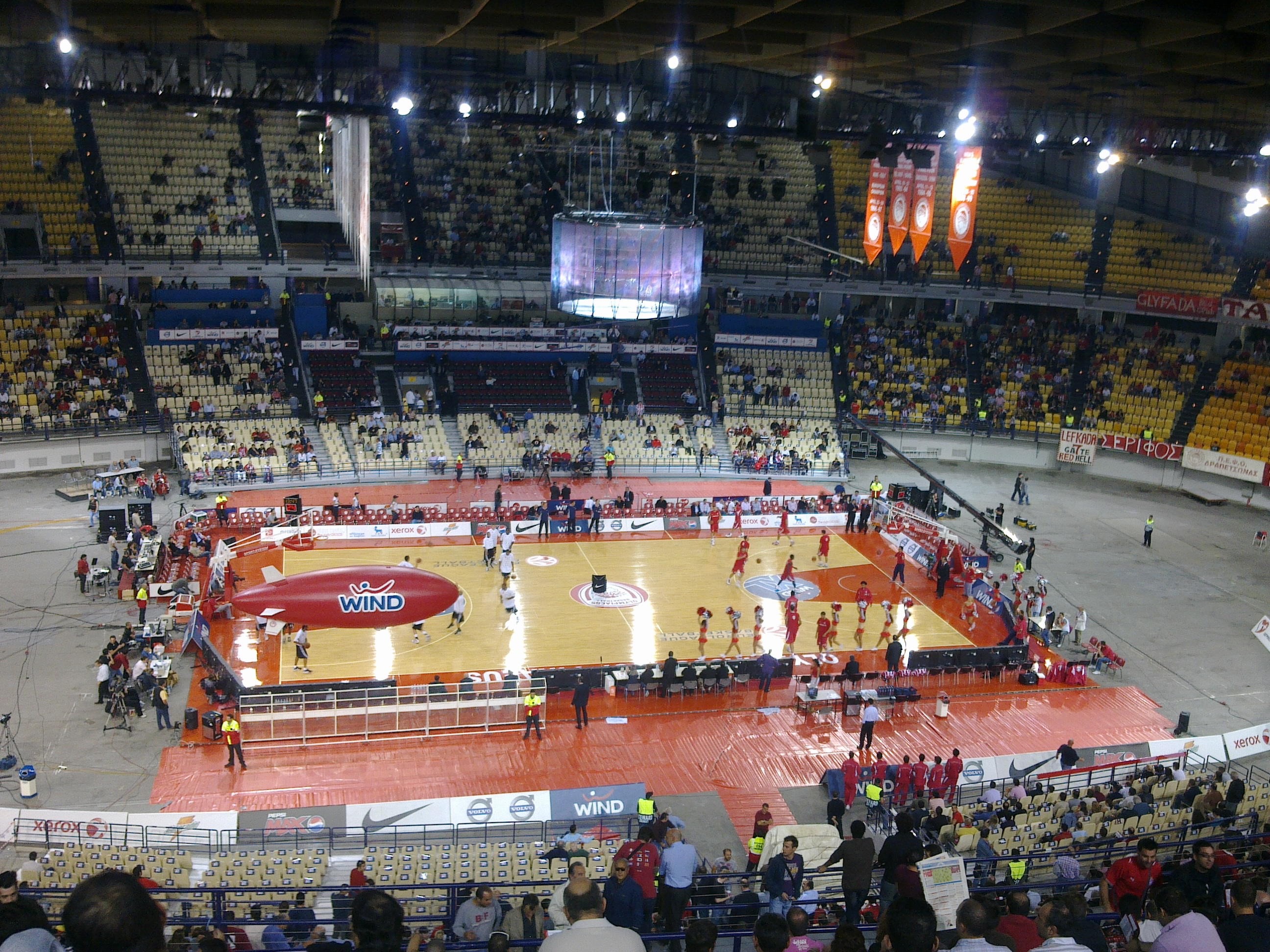
Die Halle mit Basketballfeld, sichtbar sind die großen Freiräume bedingt durch die Konzipierung des Spielfelds für Eishockey (2009)
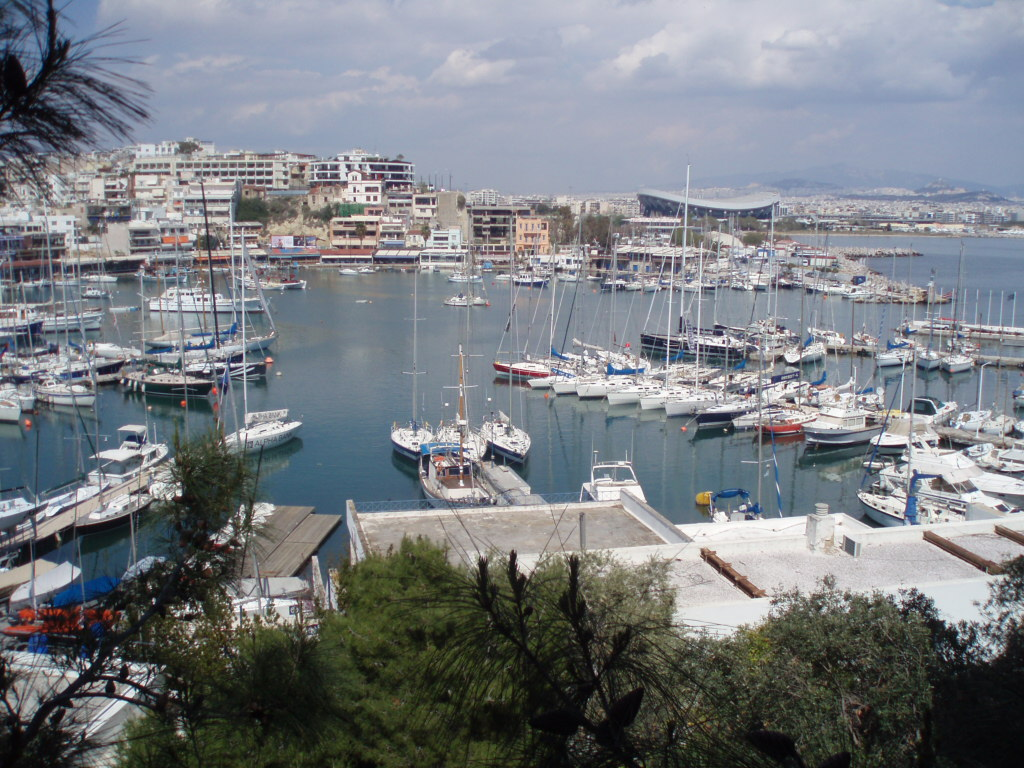
Die Halle im Stadtbild von Piräus